# ヒソップ
ヒソップ（ヤナギハッカ属、Hyssop (Hyssopus)） は、地中海の東から中央アジアまで植生する半樹木である。

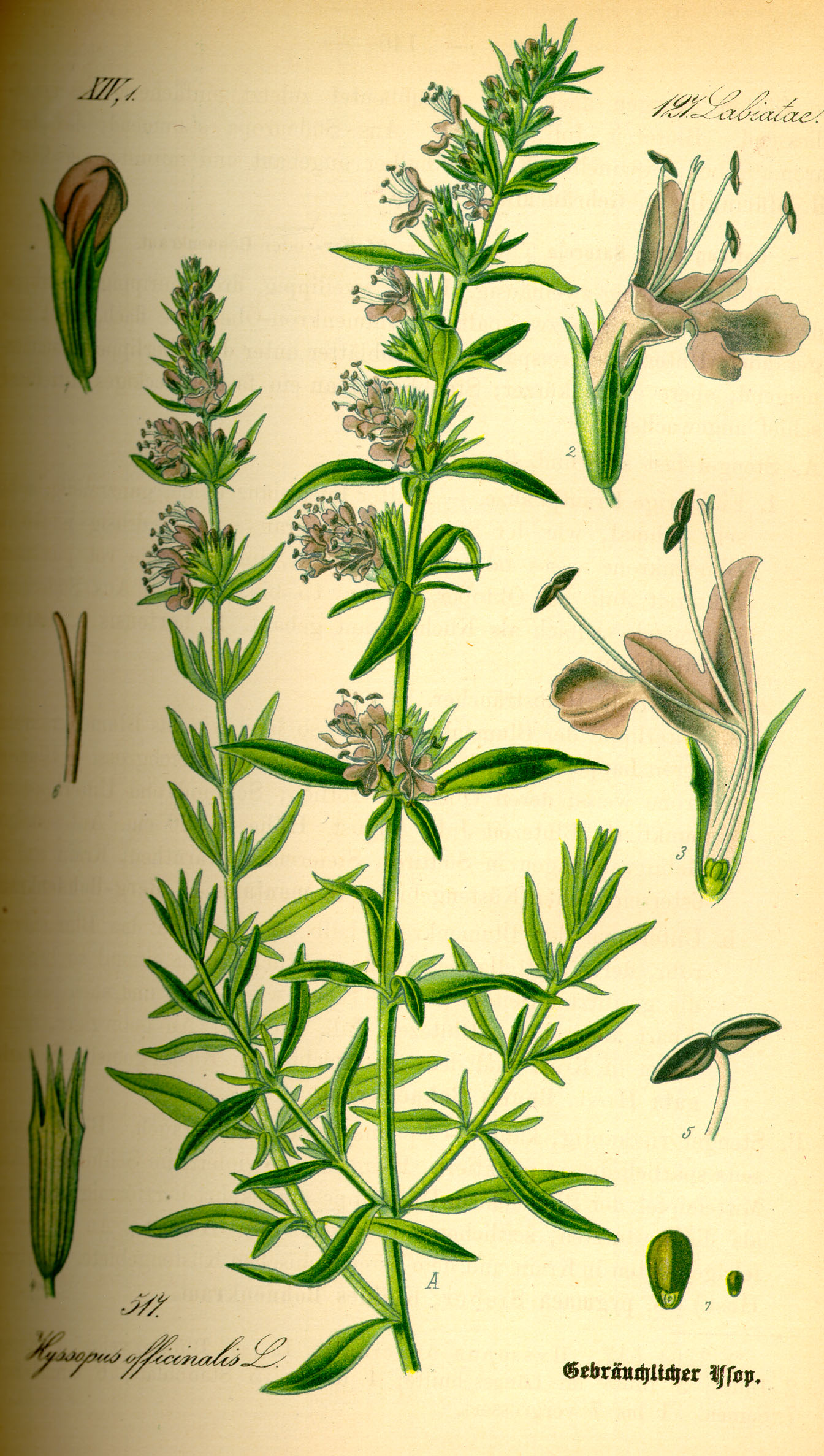
19世紀 H. officinalis

## 特徴
真っ直ぐに伸びた幹は60cmぐらいの高さになり、良い香りがする。葉は細い長方形で2-5cmの長さである。夏の間には枝の先端にピンクか青い花が咲く。

## 分類
10-12の種があるが、最も有名な種はヤナギハッカ（Hyssopus officinalis）で、地中海などで栽培されている。
この属はリンネの『植物の種』(1753年) でのヤナギハッカ等3種の記載をもって近代植物学上有効とされた属である。

## 歴史
聖書に登場するが、イスラエル周辺には自生しないことから聖書のヒソプではないと考えられている。中世においては、スープ、ピクルス、ミートパイなどに、苦味を添えることを目的に使用された。
日本に伝えられたのは明治末期だが、最近まで普及しなかった。

## 利用
肉や魚の臭み消し、料理の彩りや香りづけ、また多くのリキュールに材料の一つとして使用されている。
バンクスの本草書には、ヒソップは口内のあらゆる病気を治療し、人間の体内の寄生虫を駆除すると記述されている。